# John Lee Hooker Jr.
John Lee Hooker Jr. (ur. 13 stycznia 1952 w Detroit) – amerykański muzyk bluesowy. Jest synem słynnego bluesowego pieśniarza i gitarzysty - Johna Lee Hookera. Jego debiutancki album pt. „Blues with a Vengeance”, wydany w 2004 r., był nominowany do nagrody Grammy. Również wydana w 2008 r. płyta „All Odds Against Me” była nominowana do Grammy w kategorii Best Traditional Blues Album. Pod koniec 2012 r. ukazał się owoc współpracy Johna Lee Hookera Jr. i polskiego zespołu Daddy’s Cash, a także wokalistów Beaty Bednarz i Franka Thibeaux, czyli album That’s What the Blues Is All About. W ciągu dwóch miesięcy zdobył on status złotej płyty

## Dyskografia
- 2004: Blues with a Vengeance (Kent)
- 2006: Cold as Ice (Telarc Distribution)
- 2008: All Odds Against Me (CC Entertainment)
- 2010: Live in Istanbul, Turkey (CC Entertainment)
- 2012: All Hooked Up (Steppin' Stone Records)
- 2012: That’s What the Blues Is All About (Hermes Management S.A.)